# درو ستانتون
درو ستانتون (بالإنجليزية: Drew Stanton)‏ هو لاعب كرة قدم أمريكية أمريكي، ولد في 7 مايو 1984 في لانسنغ في الولايات المتحدة.

## وصلات خارجية
- درو ستانتون على موقع مرجع كرة القدم المحترفة.كوم (الإنجليزية)
- درو ستانتون على موقع كلية كرة القدم في سبورتس رفرنس.كوم (الإنجليزية)